# Takayama (Nagano)
Takayama (jap. 高山村 Takayama-mura) – wieś w Japonii, na wyspie Honsiu, w prefekturze Nagano. Według danych na rok 2020 miejscowość zamieszkiwało 6 617 mieszkańców , a gęstość zaludnienia wyniosła 67,1 os./km².